# RC4WD
RC4WD Inc. là một công ty về kỹ thuật của Mỹ có trụ sở chính tại thành phố San Jose, bang California với lĩnh vực kinh doanh chính là thiết kế, phát triển và bán mô hình cho các loại xe và thiết bị điều khiển bằng sóng vô tuyến (R/C). Những sản phẩm của công ty được NASA lựa chọn sử dụng và đã xuất hiện rộng rãi trên các phương tiện truyền thông: truyền hình và báo chí của nhiều quốc gia. Một trong những thành tựu nổi bật của công ty là đã chế tạo các bộ phận của chiếc xe chạy bằng pin nhanh nhất được điều khiển bằng sóng vô tuyến.,

## Lịch sử
Năm 2001, công ty RC4WD được thành lập tại nhà để xe của chủ công ty ở khu vực vịnh San Francisco. Chiến lược ban đầu là tạo ra một trang web kinh doanh tổng hợp cung cấp vật tư, thiết bị và phụ tùng cho dòng xe điều khiển bằng sóng vô tuyến RC monster truck. Thông qua sự giúp đỡ của cộng đồng diễn đàn trực tuyến dành riêng cho những người đam mê RC monster truck, RCMT.net, công việc kinh doanh của công ty ngày càng phát triển. Năm 2005, công ty đã phân phối gần 800 loại thiết bị của nhiều công ty như Thundertech Racing, JPS, New Era Models, Imex, Defiance Racing, RC Alloy, Vertigo. Năm 2007, RC4WD chuyển trụ sở đến một nhà kho nhỏ tại thành phố San Jose, bang California. Tháng 7, 2010, công ty được cấp giấy phép cho sản phẩm đầu tiên, bánh xe The Dick Cepek "Mud Country" 1.9 tire. Tháng 2, 2011, Horizon Hobby bắt đầu phân phối các sản phẩm của RC4WD và tháng 3 năm 2014, Tower Hobbies cũng bắt đầu phân phối sản phẩm của RC4WD.

## Hoạt động tài trợ
- Tháng 12, 2014 - tài trợ cho cuộc thi McGill Robotics's new Mars rover, Artemis do Bộ môn người máy của Trường Khoa học máy tính - Đại học McGill,[3]  tổ chức.
- Tháng 8, 2015 - tài trợ cho cuộc thi do Mars Society [4] tổ chức có tên University Rover Challenge (URC)[5] 2016.

## Sản phẩm
- Mô hình 1/10 Trail Finder Truck
- Mô hình 1/10 Gelande Truck
- Mô hình 1/5 Killer Krawler
- Mô hình 1/10 Subzero Truck
- Mô hình 1/10 Boyer Truggy
- Mô hình 1/10 Worminator 6x6 Truck
- Mô hình 1/10 Gelande D110 Truck
- Mô hình 1/10 Fracture Truck with V8 engine
- Mô hình 1/10 Bully Crawler
- Mô hình 1/10 Timberwolf Scale Truck
- Mô hình 1/10 Trail Stomper Truck
- Mô hình 1/10 Trail Finder II Truck
- Mô hình 1/10 Gelande II Truck

## Phương tiện truyền thông

### Thành tựu và giải thưởng
- Tháng 5, 2010 - được đánh giá cao của ban biên tập tạp chí Wired - "Editor's Pick" cho mô hình RC4WD Killer Krawler
- Tháng 11, 2011 - lựa chọn bởi NASA RC Rover Robotic Arm cho mô hình RC4WD Killer Krawler[6]

### Trên truyền hình
- Tháng 7, 2012 - RC4WD trong chương trình Stacey Davi''s Gears (trên kênh Speed Channel)[7]

### Trên Youtube
- Tháng 3, 2015 - sản phẩm bánh xe RC4WD wheels, được đề cập trong báo cáo đánh giá quan trọng của Trường Khoa học máy tính - Đại học McGill về thiết kế xe tự hành Artemis trên sao Hỏa.[8]

### Trên tạp chí
- Tháng 11, 2008 - Tạp chí Max Bashing Interactive Digital (của Mỹ) - cho sản phẩm RC4WD Diablo
- Tháng 11, 2008 - Tạp chí RC (của Nhật) - cho sản phẩm RC4WD Trail Finder
- Tháng 5, 2010 - Tạp chí Make (của Mỹ) - cho sản phẩm RC4WD Killer Krawler
- Tháng 6, 2010 - Tạp chí Xtreme RC Cars (của Mỹ) - cho sản phẩm RC4WD Gelande
- Tháng 7, 2010 - Tạp chí Truckmodell (của Đức) - cho sản phẩm RC4WD Gelande
- Tháng 2, 2013 - Tạp chí Racer (của Anh) - cho sản phẩm RC4WD Trail Finder 2
- Tháng 2, 2014 - Tạp chí RC Driver (của Mỹ) - RC4WD Earth Digger 4200XL
- Tháng 5, 2014 - Tạp chí Truckmodell (của Đức) - cho sản phẩm RC4WD Earth Digger 4200XL
- Tháng 9, 2014 - Tạp chí RC Driver (của Mỹ) - cho sản phẩm RC4WD Trail Finder 2
- Tháng 10, 2014 - Tạp chí RC Groups (của Mỹ) - cho sản phẩm RC4WD Trail Finder 2
- Tháng 10, 2014 - Tạp chí RC Driver (của Mỹ) - cho sản phẩm RC4WD Trail Finder 2[9]
- Tháng 11, 2014 - Tạp chí RC Driver (của Mỹ) - cho sản phẩm RC4WD Gelande Defender 90[10]
- Tháng 12, 2014 - Tạp chí RC Driver (của Mỹ) - cho sản phẩm RC4WD Trail Finder 2[11]
- Tháng 12, 2014 - Tạp chí RRCI (của Anh) - cho sản phẩm RC4WD Co-sponsored event
- Tháng 1, 2015 - Tạp chí RRCI (của Anh) - cho sản phẩm RC4WD
- Tháng 2, 2015 - Tạp chí RCCA (của Mỹ) - cho sản phẩm RC4WD
- Tháng 3, 2015 - Tạp chí RC Driver (của Mỹ) - cho sản phẩm RC4WD - Scale Drivers
- Tháng 3, 2015 - Tạp chí RRCI (của Anh) - cho sản phẩm RC4WD Gelande D110 Kit Limited Edition, RC4WD Action Figures, RC4WD King SC Shocks, RC4WD D110 Kit and RC4WD Rumble Tires
- Tháng 4, 2015 - Tạp chí RC Driver (của Mỹ) - cho sản phẩm RC4WD King Shocks
- Tháng 4/5, 2015 - Tạp chí Truckmodell (của Đức) - cho sản phẩm RC4WD G2 Cruiser, RC4WD Dual Axle Trailer và RC4WD Marlin Rear Bumper
- Tháng 5, 2015 - Tạp chí RC Driver (của Mỹ) trang bìa đầu - cho sản phẩm RC4WD Gelande II with Cruiser Body [12]
- Tháng 5,  2015 - Tạp chí RRCI (của Anh) trang bìa đầu - cho sản phẩm RC4WD Gelande D110 Kit [13]
- Tháng 6, 2015 - Tạp chí RC Driver (của Mỹ) - cho sản phẩm RC4WD G2 Cruiser
- Tháng 6, 2015 - Tạp chí Radio Control Car Action Trail & Scale (của Mỹ) trang bìa đầu - cho sản phẩm RC4WD Trail Finder 2 và RC4WD Gelande II D110
- Tháng 6, 2015 - Tạp chí M-Auto RC (Netherlands) - cho sản phẩm RC4WD G2 Cruiser
- Tháng 6, 2015 - Tạp chí Outdoor x4 Front Cover (của Mỹ) - cho sản phẩm RC4WD Gelande II D110 [14]
- Tháng 6, 2015 - Tạp chí RC Boat (của Mỹ) - cho sản phẩm RC4WD Gelande Cruiser và RC4WD BigDog 1/10 Dual Axle Scale Boat Trailer
- Tháng 6/7,  2015 - Tạp chí Truckmodell (của Đức) trang bìa đầu - cho sản phẩm RC4WD G2 Cruiser
- Tháng 7, 2015 - Tạp chí RC Driver (của Mỹ) - cho sản phẩm RC4WD Beast and Billet Grill và RC4WD Red Leafs
- Bản đặc biệt tạp chí RCCA Trail & Scale Edition (của Mỹ) - cho sản phẩm RC4WD TF2 và RC4WD G2 D110
- Tháng 8, 2015 - Tạp chí RC Driver (của Mỹ) - cho sản phẩm RC4WD New Products: RC4WD Fuel Tire, RC4WD Fuel Maverick Wheels, RC4WD TF2 Skid Plate và RC4WD Survivor Rear Bumper
- Tháng 8/9,  2015 - Tạp chí Truckmodell (của Đức) - cho sản phẩm RC4WD G2 Cruiser
- Tháng 8/9,  2015 - Tạp chí M-Auto (của Mỹ) - cho sản phẩm RC4WD News and RC4WD Beast II
- Tháng 9, 2015 - Tạp chí RRCI (của Anh) - cho sản phẩm RC4WD Excavator [15]
- Tháng 9, 2015 - Tạp chí RC Driver (của Mỹ) - cho sản phẩm RC4WD BigDog Boat Trailer
- Tháng 9, 2015 - Tạp chí Cars & Details (của Đức) trang bìa đầu - cho sản phẩm RC4WD Gelande II Cruiser
- Tháng 9, 2015 - Tạp chí RCCA Monster Truck Special Edition (của Mỹ) - cho sản phẩm RC4WD Clod XVD's, RC4WD Rumble Tires, RC4WD Warn Winch, RC4WD Digger Axles, RC4WD Monster Truck Beadlock Wheels và RC4WD B&H Tires
- Tháng 9/10, 2015 - Tạp chí Trucks & Details (của Đức) trang bìa đầu - cho sản phẩm RC4WD Beast II
- Tháng 9/10, 2015 - Tạp chí Trucks & Details (của Đức) - cho sản phẩm RC4WD Semi Wheels và Tires
- Tháng 10, 2015 - Tạp chí RRCI (của Anh) - cho sản phẩm RC4WD G2 Cruiser Review
- Tháng 10, 2015 - Tạp chí RC Racer (của Anh) - cho sản phẩm RC4WD
- Mùa đông 2015 - Tạp chí RCCA (của Mỹ) trang bìa đầu - cho sản phẩm RC4WD Shortcourse và Offroad